# ICar
iCar（商标名为iCAR，公司登记名称为爱咖）是中国汽车制造商奇瑞汽车旗下的第一个专注于新能源的子品牌，于2023年4月发布。2024年2月，首款车型iCar 03上市发售。

## 历史
在作为独立电动汽车品牌使用之前，奇瑞曾多次使用iCar品牌。2007年，iCar品牌被用于一款皮卡车型。2014年，奇瑞艾瑞泽7所采用的平台以iCar为名发布。2017 年，iCar成为奇瑞旗下的生态系统品牌，为奇瑞小型电动车小蚂蚁及其衍生车型提供综合服务。2023年8月，奇瑞eQ1在巴西以Caoa Chery iCar的名称销售。
2023年4月，奇瑞在上海车展宣布，iCar成为奇瑞旗下的独立电动汽车品牌。iCar的“i”标志由北京冬奥会吉祥物冰墩墩的创作者曹雪设计，与金箍棒的形象相似。奇瑞方面认为，“i”代表“智能化、互联网化、创新化、个性化、灵感化、信息化”。该品牌的目标客群为25-35岁追求新职业的年轻人。此次车展上，该品牌首次亮相iCar 03和iCar GT跑车概念车两款车型，计划推出MPV、SUV、跑车四大产品系列。宁德时代亦宣布将其钠离子电池应用于iCar车型上。
首款量产车型iCar 03于2023年6月开始试生产，2023年11月开放预订，2024年2月28日开始发售。

## 车型

### 现存车型
- iCar 03（英语：iCar 03）（2024年至今），紧凑型纯电SUV
- iCar V23（即将发布），紧凑型纯电SUV[10]
- iCar X25（即将发布），中大型越野风格MPV[10]

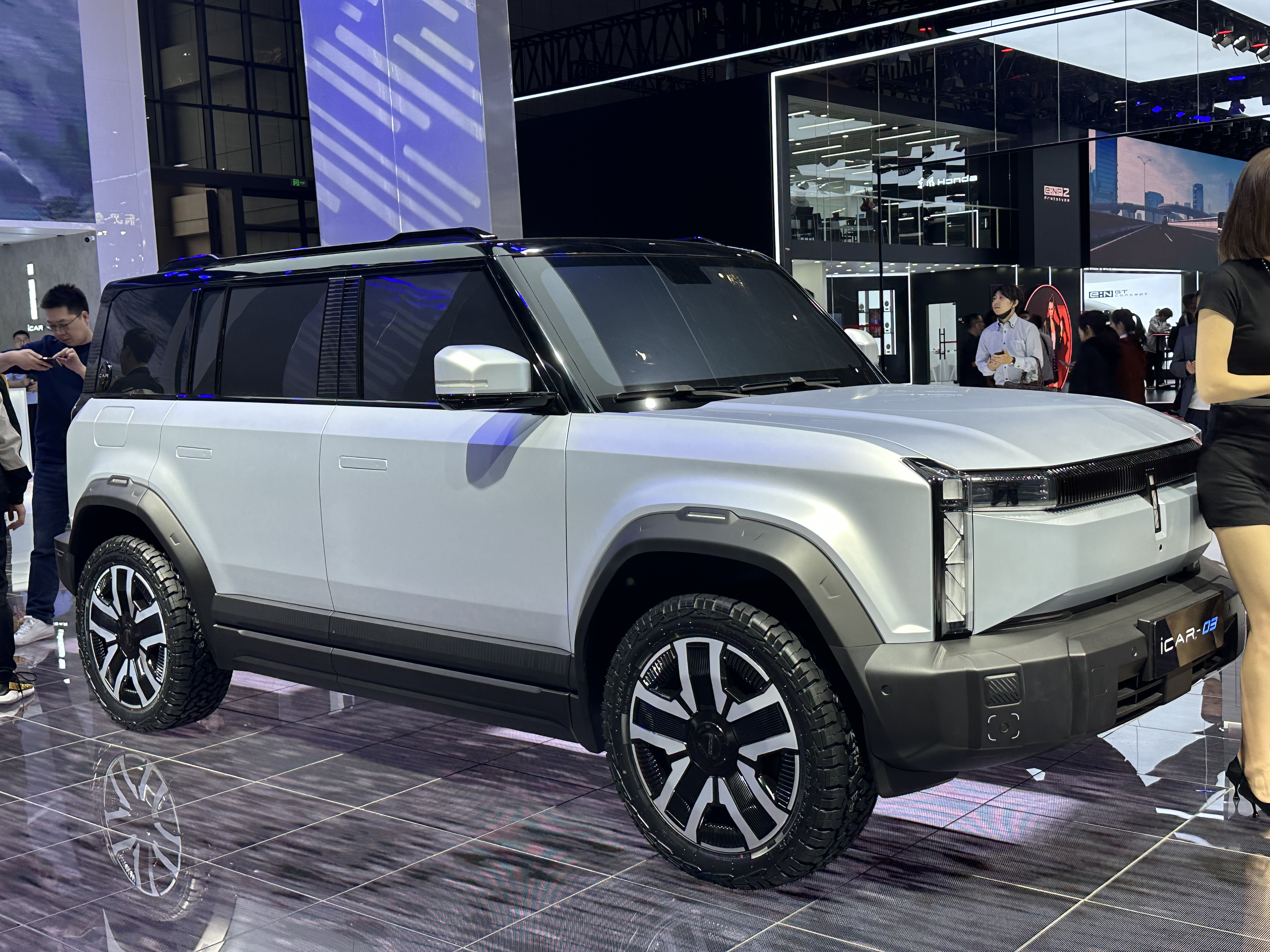
iCAR 03
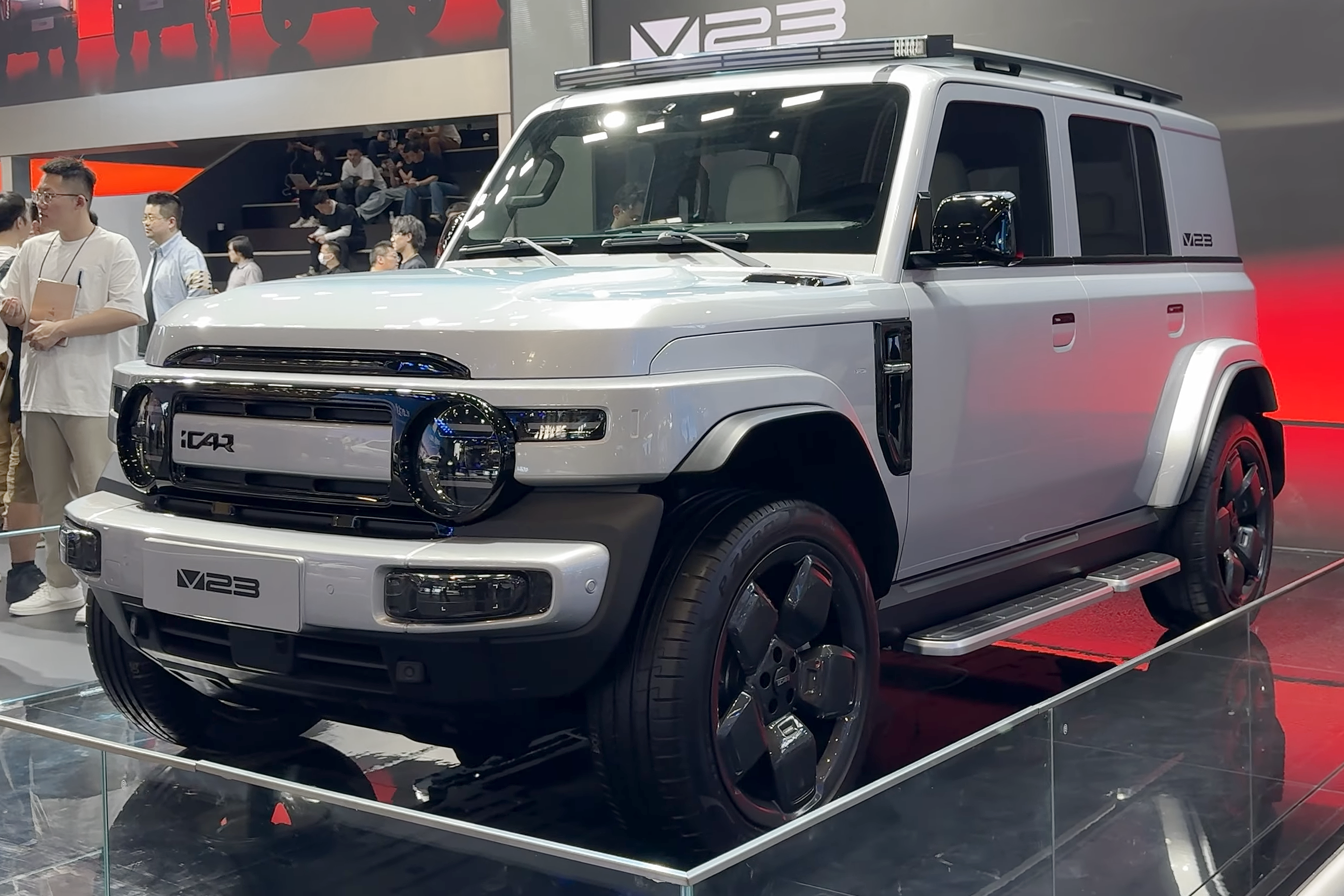
iCar V23
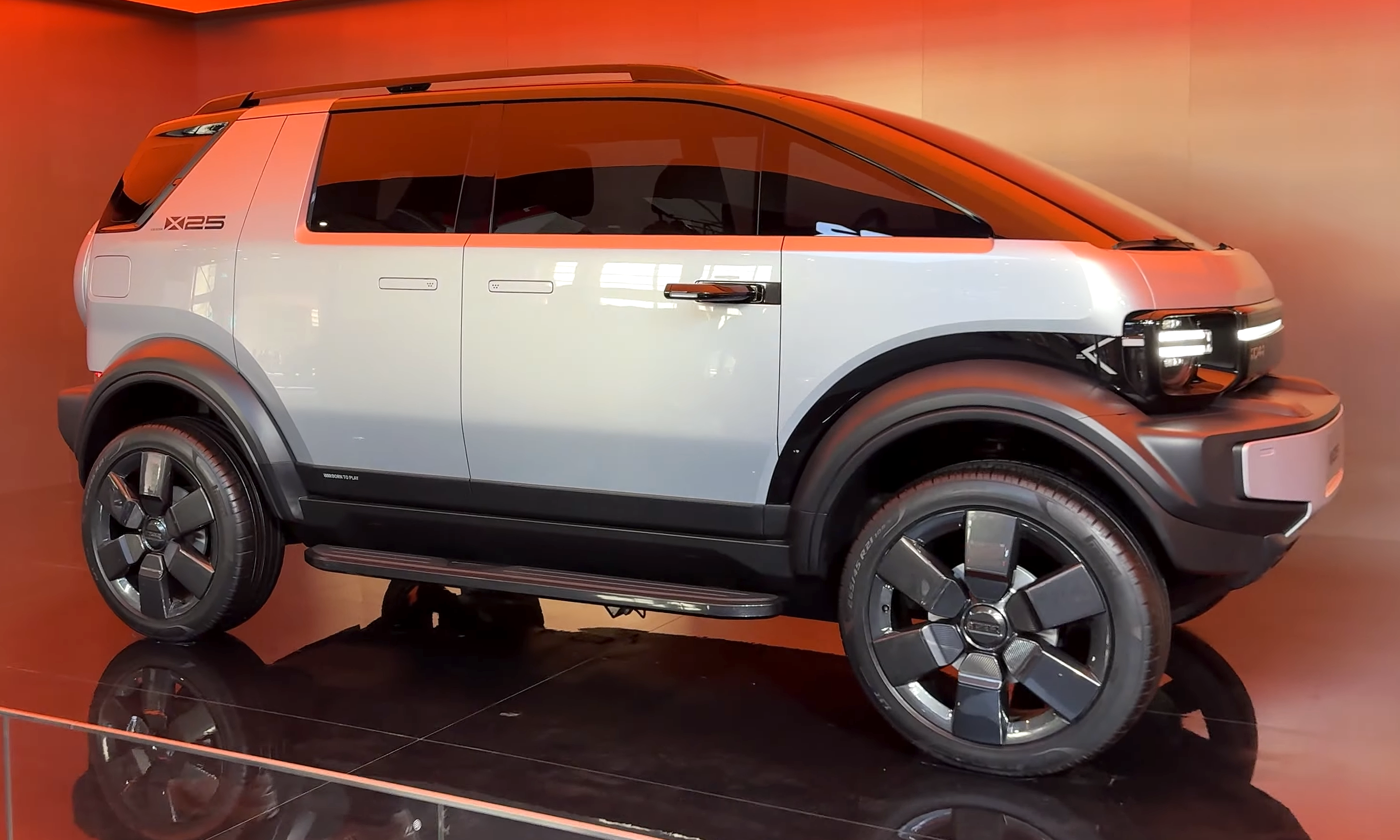
iCar X25

### 概念车

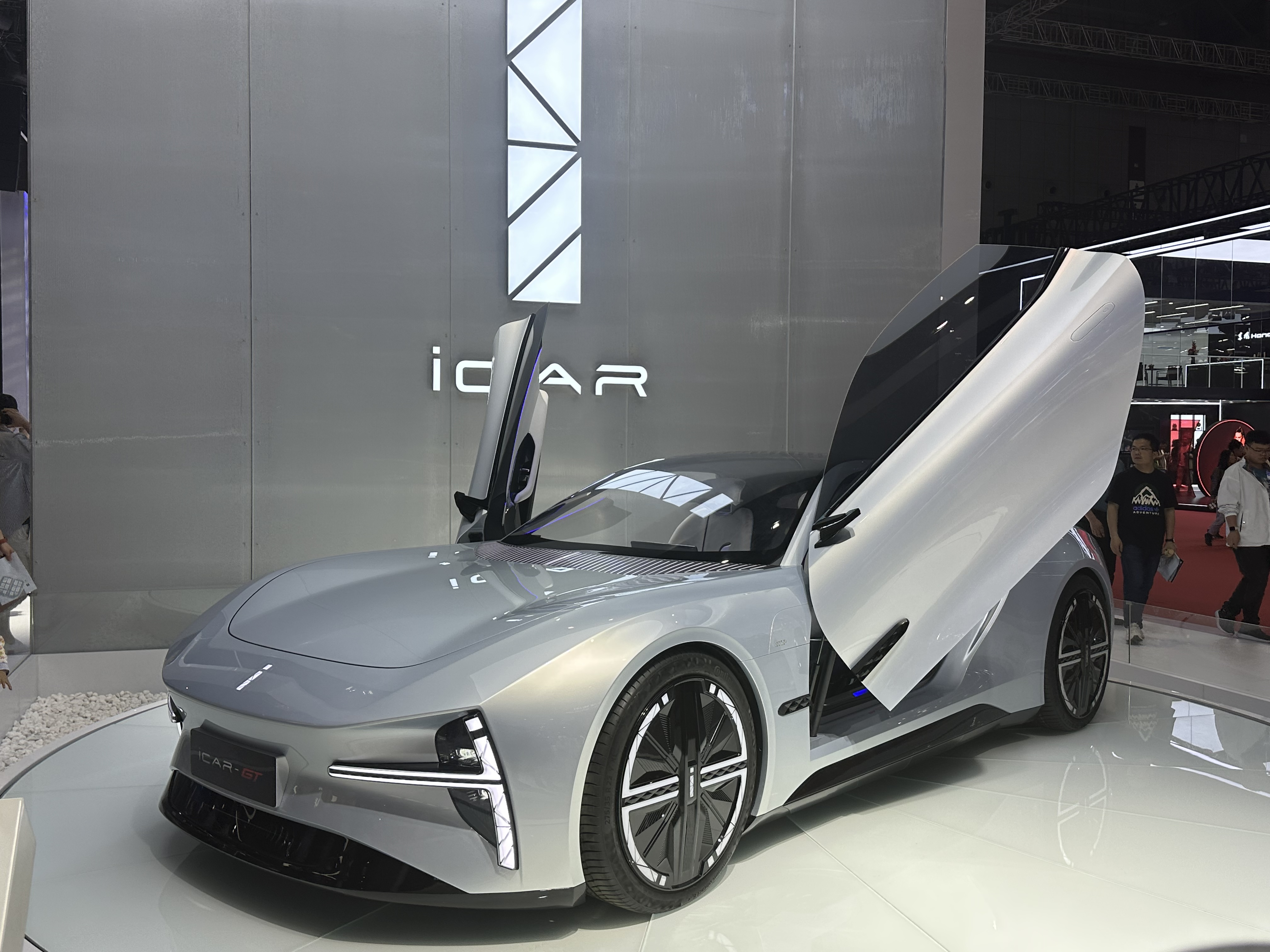
iCar GT

- iCar GT